# Ave Maria (2015)
Ave Maria ist eine Kurzfilm-Komödie von Basil Khalil. Sie handelt von einer Gruppe israelischer Siedler, die im ländlichen Westjordanland einen Autounfall verursachen und auf die Hilfe von fünf Ordensfrauen angewiesen sind. Der Film lief bei den Internationalen Filmfestspielen von Cannes 2015 im Wettbewerb um die Goldene Palme für den Besten Kurzfilm und erhielt eine Nominierung als bester Kurzfilm für die Oscarverleihung 2016.

## Handlung
Die stille Routine von fünf palästinensischen Karmelitinnen wird jäh gestört, als das Auto einer jüdischen Siedlerfamilie vor ihrem Haus mit einer Marienstatue kollidiert. Sie klingeln, um um Hilfe zu bitten. Zunächst öffnet niemand, da sich die Schwestern in ihrem Schweigegelübde nicht stören lassen. Als die Jüngste schließlich doch öffnet, erkennt sie entsetzt, dass die Marienstatue beim Unfall geköpft wurde. Aufgebracht schildert sie den anderen Nonnen das Unglück, was sich wegen des Gelübdes zunächst schwierig erweist. Die Siedler bitten darum, per Telefon Hilfe anzufordern, jedoch dürfen sie nach den Gesetzen des Sabbat keine technischen Geräte bedienen. Sie versuchen ein Taxi zu ordern, allerdings werden von den Arabern Wucherpreise verlangt, da sie Juden sind. Schließlich schlägt die älteste Nonne vor, ein altes Auto instand zu setzen. Die jüngste erweist sich dabei als fundierte Mechanikerin. Um wegen des arabischen Autos nicht von den Juden erschossen zu werden, platzieren sie eine übergroße Marienstatue auf dem Dach und setzen ihre Reise fort.

## Kritik
Jennie Kermode von Eye for Film urteilt, der Film ziehe die religiösen Traditionen niemals ins Lächerliche, sondern stelle lediglich „sanftmütig“ die damit verbundenen Scheinheiligkeiten zur Schau. Ave Maria stehe damit in Kontrast zu vorhergehenden Filmen, die mit direktem Fokus auf den Konflikt und die angespannten sozialen Umstände versucht hätten, Probleme zu lösen. Dieser Film setze stattdessen auf Komik und Wärme.

## Auszeichnungen
Der Film wurde auf zahlreiche Filmfestivals eingeladen und erhielt vier Auszeichnungen:
- Dubai International Film Festival 2015: Bester Kurzfilm (Muhr Award)
- Grenoble Short Film Festival 2015: Bestes Drehbuch
- Montpellier Mediterranean Film Festival 2015: Bester Kurzfilm (Publikumspreis)
- Palm Springs International ShortFest 2015: Special Jury Award / Cinema Without Borders Award